# Copa Beccar Varela

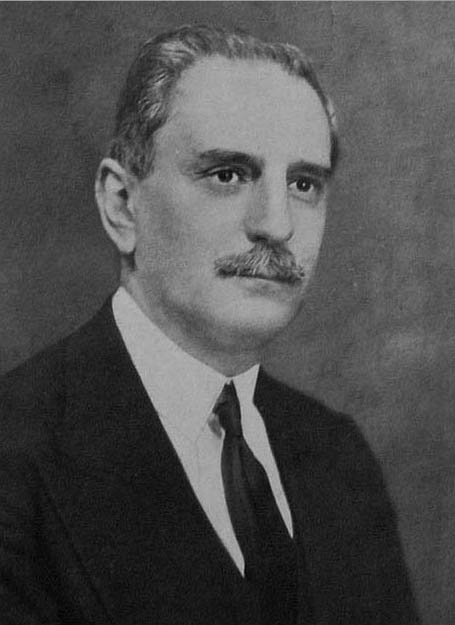
Adrián Beccar Varela, presidente de la entidad predecesora de la Asociación del Fútbol Argentino, desde 1927 hasta su muerte en 1929.

La Copa de Honor «Dr. Adrián Beccar Varela», llamada simplemente como Copa Beccar Varela, fue un torneo de fútbol oficial, no regular, organizado entre 1932 y 1933 por la Liga Argentina de Football, asociación disidente de la oficial y no reconocida por la FIFA, que luego se unió con la Asociación Argentina de Football para formar la actual Asociación del Fútbol Argentino. Era disputada por los equipos de la Primera División del torneo oficial en curso.

## Historia
La primera edición de esta competencia se inició tras la finalización del campeonato oficial de 1932. Se dividió a los dieciocho participantes en tres zonas de seis equipos cada una, jugándose a una única rueda, en cancha neutral, con la clasificación del primero de cada una de ellas al triangular final, que se disputó en enero de 1933. El torneo fue ganado por el Racing Club, que superó a Boca Juniors y Tigre, obteniendo, así, su primer logro de la era profesional, anterior al campeonato de la Primera División de 1949.
La segunda y última edición fue obtenida por Central Córdoba de Rosario, ante el Racing Club, luego de que este equipo se retirara del partido a los 43 minutos del segundo tiempo (el partido estaba igualado: 2 a 2) en disconformidad con un fallo del árbitro, que había concedido un penal a su rival. En el último torneo participaron como invitados equipos de las ligas rosarina, santafesina y cordobesa; y cuatro clubes del fútbol uruguayo.

## Palmarés
| Año  | Campeón             | Subcampeón   |
| ---- | ------------------- | ------------ |
| 1932 | Racing Club         | Boca Juniors |
| 1933 | Central Córdoba (R) | Racing Club  |